# 河硬頭魚
河硬頭魚(学名：Craterocephalus amniculus），為輻鰭魚綱銀漢魚目銀漢魚科的其中一種，被IUCN列為易危保育類動物，分布於澳洲新南威爾斯淡水流域，體長可達5.5公分，為亞熱帶魚類，主要棲息在流動緩慢的溪流淺水域，生活習性不明。